# Маршалл Мунетсі
Маршалл Ніаша Мунетсі (англ. Marshall Nyasha Munetsi, нар. 22 червня 1996, Хараре, Зімбабве) — зімбабвійський футболіст, півзахисник англійського клубу «Вулвергемптон Вондерерз» та національної збірної Зімбабве.

## Ігрова кар'єра

### Клубна
Грати у футбол маршалл Мунетсі починав в клубах нижчих дивізіонів чемпіонату ПАР. Влітку 2017 року футболіст приєднався до клубу південно-африканського Чемпіоншипа «Орландо Пайретс», де провів наступні два сезони.
В червні 2019 року Мунетсі перебрався до Європи, де приєднався до клубу французької Ліги 1 «Реймс», з яким підписав дворічний контракт. В подальшому контракт з клубом було продовжено. 
В лютому 2025 року півзахисник став гравцем клубу англійської Прем'єр-ліги «Вулвергемптон Вондерерз». Контракт з клубом підписаний три з половиною роки. Першу гру в новій команді футболіст провів 9 лютого, коли вийшов на заміну у кубковому матчі проти «Блекберн Роверз».

### Збірна
21 березня 2018 року в товариському матчі проти команди Замбії Маршалл Мунетсі дебютував в складі національної збірної Зімбабве.
У 2019 році Мунетсі бав участь у Кубку африканських націй в Єгипті. На турнірі футболіст провів три матчі.